# FIA WTCC német nagydíj
A FIA WTCC német nagydíj 2005-től 2011-ig minden évben résztvevője volt a sorozatnak, melynek helyszíne a Motorsport Arena Oschersleben volt. 2015-ben tért vissza a verseny, ez alkalommal már a Nürburgring-Nordschleife-n rendezték meg.

## Futamgyőztesek
| Év   | V. | Versenyző          | Gyártó    | Helyszín                 | Összefoglaló |
| ---- | -- | ------------------ | --------- | ------------------------ | ------------ |
| 2016 | 1  | José María López   | Citroën   | Nürburgring-Nordschleife | Összefoglaló |
| 2016 | 2  | José María López   | Citroën   | Nürburgring-Nordschleife | Összefoglaló |
| 2015 | 1  | José María López   | Citroën   | Nürburgring-Nordschleife | Összefoglaló |
| 2015 | 2  | Yvan Muller        | Citroën   | Nürburgring-Nordschleife | Összefoglaló |
| 2011 | 1  | Yvan Muller        | Chevrolet | Oschersleben             | Összefoglaló |
| 2011 | 2  | Franz Engstler     | BMW       | Oschersleben             | Összefoglaló |
| 2010 | 1  | Alain Menu         | Chevrolet | Oschersleben             | Összefoglaló |
| 2010 | 2  | Andy Priaulx       | BMW       | Oschersleben             | Összefoglaló |
| 2009 | 1  | Andy Priaulx       | BMW       | Oschersleben             | Összefoglaló |
| 2009 | 2  | Augusto Farfus     | BMW       | Oschersleben             | Összefoglaló |
| 2008 | 1  | Augusto Farfus     | BMW       | Oschersleben             | Összefoglaló |
| 2008 | 2  | Félix Porteiro     | BMW       | Oschersleben             | Összefoglaló |
| 2007 | 1  | Yvan Muller        | SEAT      | Oschersleben             | Összefoglaló |
| 2007 | 2  | Augusto Farfus     | BMW       | Oschersleben             | Összefoglaló |
| 2006 | 1  | Andy Priaulx       | BMW       | Oschersleben             | Összefoglaló |
| 2006 | 2  | Jörg Müller        | BMW       | Oschersleben             | Összefoglaló |
| 2005 | 1  | Andy Priaulx       | BMW       | Oschersleben             | Összefoglaló |
| 2005 | 2  | Alessandro Zanardi | BMW       | Oschersleben             | Összefoglaló |